# (5928) Pindarus
(5928) Pindarus (1973 SK1) – planetoida należąca do zewnętrznej części pasa głównego asteroid okrążająca Słońce w ciągu 7 lat i 346 dni w średniej odległości 3,98 j.a. Została odkryta 19 września 1973 roku.